# Hemgölen (Yxnerums socken, Östergötland)
Hemgölen är en sjö i Åtvidabergs kommun i Östergötland och ingår i Söderköpingsåns huvudavrinningsområde. Sjön har en area på 0,0789 kvadratkilometer och ligger 62 meter över havet.

## Delavrinningsområde
Hemgölen ingår i det delavrinningsområde (645858-152227) som SMHI kallar för Utloppet av Såken. Medelhöjden är 77 meter över havet och ytan är 20,48 kvadratkilometer. Räknas de 5 avrinningsområdena uppströms in blir den ackumulerade arean 92,58 kvadratkilometer. Avrinningsområdets utflöde Söderköpingsån (Gusumsån) mynnar i havet. Avrinningsområdet består mestadels av skog (58 procent) och jordbruk (11 procent). Avrinningsområdet har 5,03 kvadratkilometer vattenytor vilket ger det en sjöprocent på 24,5 procent.